# Дифматен
Дифматен (фр. Diefmatten) насеље је и општина у источној Француској у региону Алзас, у департману Горња Рајна која припада префектури Алткирх.
По подацима из 2011. године у општини је живело 294 становника, а густина насељености је износила 92,74 становника/km². Општина се простире на површини од 3,17 km². Налази се на средњој надморској висини од 300 метара (максималној 381 m, а минималној 297 m).

## Демографија
| 1962. | 1968. | 1975. | 1982. | 1990. | 1999. | 2011. |
| ----- | ----- | ----- | ----- | ----- | ----- | ----- |
| 128   | 158   | 214   | 232   | 227   | 251   | 294   |

График промене броја становника у току последњих година